# Домен короля Франции
Королевский домен (фр. Domaine royal français) — название личных владений средневековых французских королей. 
Основой королевского домена (земли и леса, доход с которых идёт в пользу глав династий или государства) послужили небольшие разрозненные владения в Иль-де-Франсе и Орлеане, которыми потомственно владел Гуго Капет при избрании его на французский престол в 987 году. Постепенный рост территории домена при его преемниках, именуемых Капетингами, привёл к объединению Франции в единое (централизованное) государство. В 1566 король Карл IX издал Муленский эдикт, утверждавший неотчуждаемость от правящего монарха земель королевского домена. C XIII столетия под властью королей снова начинает соединяться много земель, и к концу XVIII столетия домены составляли 1/5 всей почвы Франции.

## История королевского домена

### Королевский домен при первых Капетингах

Королевский домен во время правления Гуго Капета около 995 года.

Первые Капетинги не были самыми крупными землевладельцами на территории французского королевства. В личном владении Гуго Капета в момент избрания королём было несколько разрозненных владений в Иль-де-Франс — Орлеанское графство с центром в Орлеане, а также области вокруг Парижа, Санлиса. Но постепенно путём удачных династических браков, а также захватом земель, лишившихся правителей, Капетинги стали медленно расширять свои владения.
В 988 году Гуго женил своего сына и наследника, будущего короля Роберта II Благочестивого на Розалии Иврейской, вдове графа Фландрии Арнульфа II, благодаря чему приобрёл Монтрёй-сюр-Мер, долгое время остававшийся единственным морским портом в составе королевских владений. Сам Роберт II после смерти в 1002 году своего дяди, бездетного бургундского герцога Эда Генриха предъявил претензии на его наследство в противовес пасынку Эда Генриха, Отто Гильому, и в результате войны в 1005 году присоединил Бургундию. Однако после смерти Роберта его наследник Генрих I был вынужден отдать Бургундию своему брату Роберту, ставшему родоначальником династии бургундских герцогов. Ещё одним приобретением Роберта Благочестивого в 1021/1023 году стало Дрё, которое оставалось в составе королевского домена до 1152 году, когда король Людовик VI выделил Дрё в качестве апанажа одному из своих сыновей.
Генрих I в 1055 году аннексировал графство Санс. Его сын Филипп I — в 1068 году в обмен на признание за Фульком II Ле Решеном прав на графство Анжу и поддержку в войне против брата Жоффруа III получил Гатине. В 1101 году он приобрёл также виконтство Бурж и сеньорию Дюн.
Людовик VI, сын Филиппа I, всё своё правление был вынужден бороться с непокорными вассалами. Домен он не увеличил, но женил в 1137 году своего сына и наследника Людовика VII на герцогине Алиеноре Аквитанской. Этот брак принёс на какое-то время французской короне значительные владения в южной Франции (герцогства Аквитания и Гасконь, графство Пуатье). Однако в результате развода Людовика и Алиеноре в 1151 году и последующем её браке с будущем королём Англии Генрихом II Плантагенетом эти богатые владения оказались в руках английских монархов, которые владели ими как вассалы короля Франции.

### Королевский домен при Филиппе II Августе
В течение первых двух веков правления Капетингов (987—1180 годы) размеры королевского домена увеличились лишь вдвое. В 1180 году королём Франции стал Филипп II Август, сын Людовика VII, который смог значительно увеличить размеры своего домена. В 1180 году он в качестве приданого получил графство Артуа. В 1186 году по договору с графиней Вермандуа Элеонорой Филипп присоединил часть графства Амьена, а в 1192 году Элеонора признала его наследником Амьена и Вермандуа. Большая часть Вермандуа были присоединены к короне, а в 1214 году Элеонора отказалась и от остальных владений, после чего Амьен и Вермандуа были полностью присоединены к королевскому домену. В 1200 году Филипп получил нормандские графства Вексен и Эврё в обмен на признание Иоанна Безземельного королём Англии.